# Paranataelia palmaria
Paranataelia palmaria är en fjärilsart som beskrevs av Rudolf Pinker 1965. Paranataelia palmaria ingår i släktet Paranataelia och familjen nattflyn. Inga underarter finns listade i Catalogue of Life.